# Internationales Dokumentarfilmfestival Jihlava

Logo des Festivals

Das Internationale Dokumentarfilmfestival Jihlava in Jihlava, Tschechien, ist das größte Filmfestival für Dokumentarfilme in Ostmitteleuropa und findet jährlich im Herbst seit 1997 statt. Das jeweils sechstägige Festival versteht sich als offenes Forum und wird von Diskussionen mit den Zuschauern, Workshops, Podiumsdiskussionen und Fachtreffen umrahmt.

## Geschichte
Das Festival wurde 1997 unter der Bezeichnung Mezinárodní festival dokumentárních filmů Jihlava, kurz MFDF Jihlava, von einer Gruppe Iglauer Gymnasiasten unter der Führung von Marek Hovorka gegründet, die sich 2001 zum Iglauer Verband der Amateurfilmemacher (tschechisch: Jihlavský spolek amatérských filmařů) zusammenschlossen. Das Dokumentarfilmfestival steht traditionell unter dem Motto „Durch den Film denken!“ (tschechisch: „Myslet filmem!“).

## Wettbewerbe und Preise
Seit 2000 vergibt eine Jury den Preis für den besten tschechischen Dokumentarfilm unter der Bezeichnung Česká radost. Ein weiterer Preis, Mezi moři, geht seit 2003 an den besten ostmitteleuropäischen Dokumentarfilm. Seit 2006 wird der Preis Opus bonum vergeben, der sich auf Dokumentarfilme aus aller Welt bezieht. In der Rubrik „Fascinace“ geht ein Preis an den besten Experimentalfilm.
Die Auszeichnungen im Überblick:
| Kategorie                                                  | Originalbezeichnung | verliehen seit |
| ---------------------------------------------------------- | ------------------- | -------------- |
| Wettbewerb tschechischer Dokumentarfilme                   | Česká radost        | 2000           |
| Wettbewerb der mittel- und osteuropäischen Dokumentarfilme | Mezi moři           | 2003           |
| Wettbewerb um den besten internationalen Dokumentarfilm    | Opus bonum          | 2006           |
| Wettbewerb Experimentalfilm                                | Fascinace           | 2008           |

## Veranstaltungsorte
Die Filmvorführungen finden im Kino Dukla, im Kulturhaus DKO Jihlava, im Arbeiterhaus (Dělnický dům) und im Horácké divadlo (Theater) in Jihlava statt. Das Festivalzentrum ist im Bezirksgalerie Vysočina (OGV).